# Ленина (Тимашёвский район)
Ленина — хутор в Тимашёвском районе Краснодарского края России.
Входит в состав Днепровского сельского поселения.

## История
По некоторым сведениям хутор майора Холявко основан в 1877 г. По данным на 1926 г. хутор Ленина (бывший Холявка) состоял из 38 хозяйств, в которых проживало 191 человек, основное население — украинцы. В административном отношении являлся центром Малининского сельского совета Тимошевского района Кубанского округа Кавказского края.

## Население
| 2002 | 2010 |
| ---- | ---- |
| 519  | ↗566 |

## Уличная сеть
- ул. Гагарина,
- ул. Ленина,
- ул. Октябрьская,
- ул. Советская,
- ул. Чапаева[7].